# Hossein Jahabanian
Hossein Jahabanian (* 2. April 1976) ist ein iranischer Radrennfahrer.
Hossein Jahabanian gewann 2005 die dritte Etappe der Tour of Milad du Nour. Im nächsten Jahr wurde er Dritter bei der iranischen Nationalmeisterschaft im Straßenrennen hinter Ahad Kazemi. In der Saison 2007 gewann er eine Etappe bei der Kerman Tour und ein Teilstück bei der Tour of Milad du Nour. Außerdem wurde er Gesamtdritter bei der Tour of Thailand. Seit 2008 fährt Jahabanian für das iranische Tabriz Petrochemical Team.

## Erfolge
2005
- eine Etappe Tour of Milad du Nour

2007
- eine Etappe Kerman Tour
- eine Etappe Tour of Milad du Nour

2008
- eine Etappe Tour d’Indonesia

2011
- Gesamtwertung Tour of East Java

## Teams
- 2008 Tabriz Petrochemical Team
- 2009 Petrochemical Tabriz Cycling Team
- 2010 Tabriz Petrochemical Cycling Team
- 2011 Tabriz Petrochemical Team
- 2012 Tabriz Petrochemical Team

- 2014 Tabriz Shahrdari Ranking